# Wilhelm Trump
Wilhelm Trump (Lebensdaten unbekannt) war ein deutscher Fußballspieler und -trainer.

## Karriere
Trump gehörte von 1906 bis 1910 dem Karlsruher FV an, für den er als Stürmer in den vom Verband Süddeutscher Fußball-Vereine ausgetragenen Meisterschaften im Südkreis Punktspiele bestritt.
Als Meister aus dem Gau Mittelbaden 1907 hervorgegangen, belegte er mit seiner Mannschaft den zweiten Platz in der Endrunde um die Südkreismeisterschaft; der Freiburger FC schloss diese als auch die um die Süddeutsche Meisterschaft als Sieger ab.
In der Folgesaison gewann er abermals die Gaumeisterschaft Mittelbaden und belegte ebenfalls den zweiten Platz in der Endrunde um die Südkreismeisterschaft – diesmal hinter dem FC Stuttgarter Cickers, der sich später als Süddeutscher Meister krönte.
Die Saison 1908/09 wurde erstmals im leistungsdichteren und nicht in Gaue unterteilten Südkreis ausgetragen. Trump schloss diese mit seiner Mannschaft als Viertplatzierter von zehn Mannschaften ab; Südkreismeister wurde der Lokalrivale Karlsruher FC Phönix, der spätere Süddeutsche und Deutsche Meister.
Die Saison 1909/10, Trumps letzte für den Karlsruher FV, war seine erfolgreichste.
Er gewann zunächst die Südkreismeisterschaft, nachdem das Entscheidungsspiel um Platz 1 am 6. März 1910 in Pforzheim gegen den punktgleichen Karlsruher FC Phönix mit 3:0 gewonnen wurde und zur Teilnahme an der Endrunde um die Süddeutsche Meisterschaft berechtigte; diese wurde verlustpunktfrei als Sieger abgeschlossen.
In der sich anschließenden Endrunde um die Deutsche Meisterschaft wurde er zweimal eingesetzt. Er bestritt das am 17. April 1910 in München-Gladbach mit 1:0 gegen den Duisburger SpV gewonnene Viertelfinale und das am 1. Mai 1910 auf dem heimischen KFV-Platz an der Telegrafenkaserne mit 2:1 gewonnene Halbfinale gegen den Lokalrivalen Karlsruher FC Phönix. Durch eine in der 15. Minute erlittene Sehnenzerrung schwächte er seine Mannschaft, da er das Spiel nicht mehr fortzusetzen vermochte. Die in Überzahl unterlegene Mannschaft zeigte sich daraufhin als schlechter Verlierer und legte beim DFB Protest ein, da Trump nicht spielberechtigt gewesen sein soll (er wurde jedoch bereits im Viertelfinale der Meisterschaftsendrunde eingesetzt). Der Protest blieb erfolglos und Trump fehlte verletzungsbedingt im Finale gegen Holstein Kiel. Da seine Mannschaft dieses am 15. Mai 1910 in Köln durch ein in der 114. Minute von Max Breunig verwandelten Strafstoß mit 1:0 gewann, wurde auch ihm der Deutsche Meistertitel zuteil.
Von 1910 bis 1921 gehörte er – zum Lokalrivalen gewechselt – dem Karlsruher FC Phönix an, für den er als Abwehrspieler bis Saisonende 1917/18 weiterhin, aber mit mäßigen Erfolg, vom zweiten Platz 1912 abgesehen, im Südkreis Punktspiele bestritt. Nachdem in der Vorsaison kriegsbedingt keine Süddeutsche Endrunde ausgespielt wurde, sondern der Spielbetrieb nur in regionalen Gruppen stattfand, bestritt Trump seine letzten beiden Spielzeiten in einer von zehn erstklassigen regionalen Kreisligen. Die Saison 1919/20 wurde in der Kreisliga Baden als Viert-, die Saison 1920/21 in der Kreisliga Südwest als Fünftplatzierter beendet.

## Erfolge
- Deutscher Meister 1910
- Süddeutscher Meister 1910
- Südkreismeister 1910
- Gaumeister Mittelbaden 1907, 1908